# Chroicocephalus
Chroicocephalus é um gênero de pequenas gaivotas que já foram incluídas no gênero Larus. Alguns especialistas também incluem o Chroicocephalus saundersi no gênero Chroicocephalus. O nome é derivado do grego chroa (cor) e cephalus (cabeça).

## Espécies
| Imagem | Nome científico                 | Distribuição                                                                             |
| ------ | ------------------------------- | ---------------------------------------------------------------------------------------- |
|        | Chroicocephalus novaehollandiae | Austrália, Nova Caledônia, Ilhas Lealdade, Tasmânia, Nova Zelândia                       |
|        | Chroicocephalus bulleri         | Nova Zelândia                                                                            |
|        | Chroicocephalus hartlaubii      | litoral da África do Sul e da Namíbia.                                                   |
|        | Chroicocephalus saundersi       | China, Hong Kong, Japão, Coreia do Norte, Coreia do Sul, Macau, Rússia, Taiwan e Vietnã. |
|        | Chroicocephalus maculipennis    | Argentina, Brasil, Chile, Ilhas Malvinas e Uruguai                                       |
|        | Chroicocephalus cirrocephalus   | América do Sul e África ao sul do Saara.                                                 |
|        | Chroicocephalus serranus        | Argentina, Bolívia, Chile, Colômbia, Equador e Peru.                                     |
|        | Chroicocephalus brunnicephalus  | Tajiquistão a Ordos na Mongólia Interior                                                 |
|        | Chroicocephalus ridibundus      | Paleártico incluindo a Europa e também na costa leste do Canadá                          |
|        | Chroicocephalus genei           | o Mediterrâneo e o norte do Oceano Índico ocidental                                      |
|        | Chroicocephalus philadelphia    | norte da América do Norte                                                                |